# 미셸 노츠
미셸 노츠(영어: Michele Knotz, 1976년 4월 28일 ~ )은 미국의 성우이다. 《포켓몬스터》 애니메이션 시리즈의 제시(로사), 메이(봄이) 역을 맡았다.